# Gouden Poort (Gdańsk)

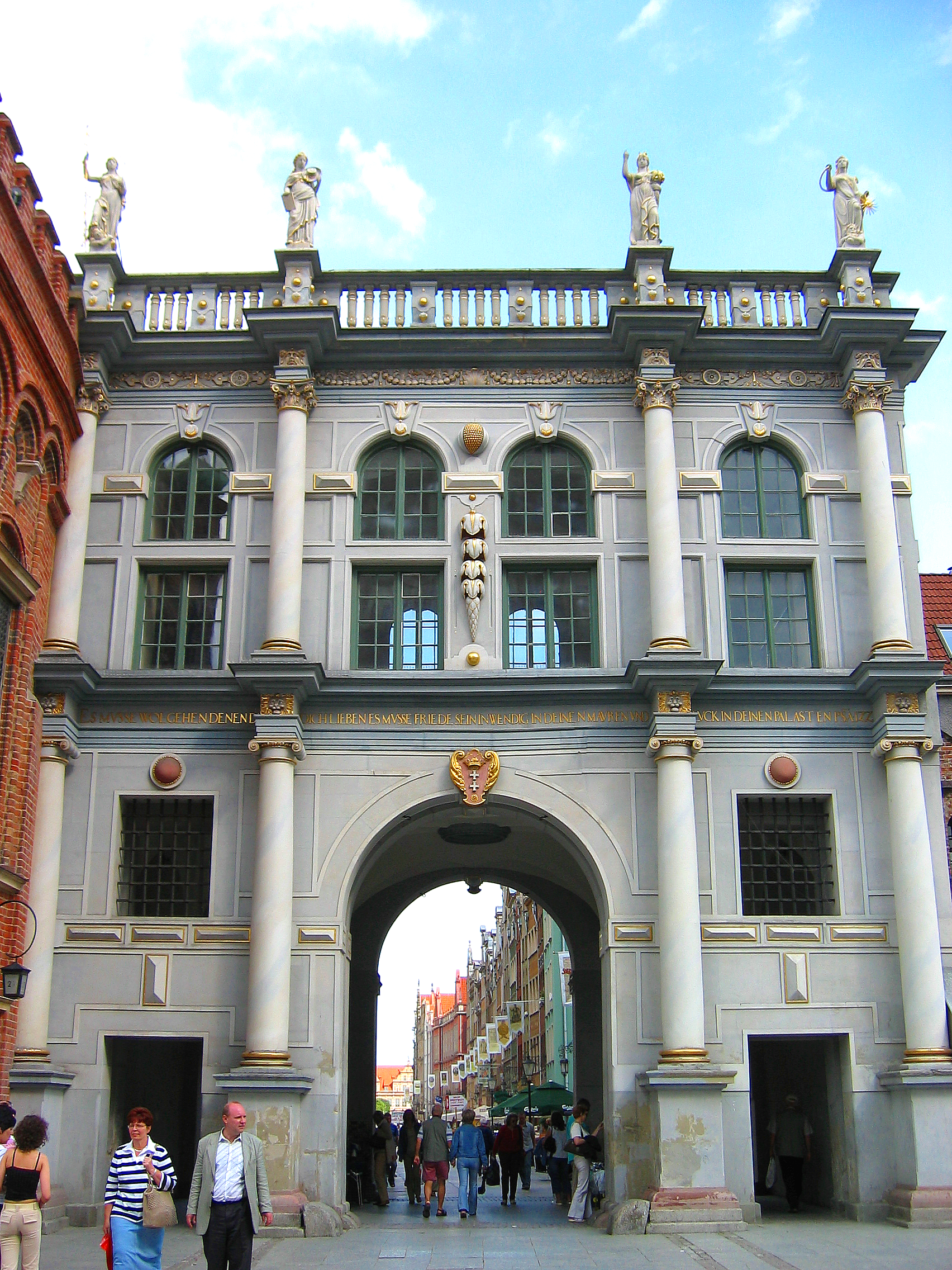
Westkant van de Gouden Poort

De Gouden Poort (Pools: Złota Brama; Duits: Goldenes Tor of Langgassertor) is een stadspoort in de Poolse stad Gdańsk. De poort geeft toegang tot de Langstraat.
De poort werd tussen 1612 en 1614 gebouwd naar een ontwerp van Abraham van den Blocke. Boven op de poort werden later figuren geplaatst die de zeven deugden representeren.
Nadat de poort tijdens de Tweede Wereldoorlog net als een groot deel van de stad verwoest  was bouwde men hem in 1957 opnieuw op. De Duitstalige inscripties op het gebouw werden bij de herbouw weggelaten omdat er in de jaren na de oorlog veel aversie tegen het Duits was. Ze zijn eind twintigste eeuw weer aangebracht op de toeristische bezienswaardigheid.

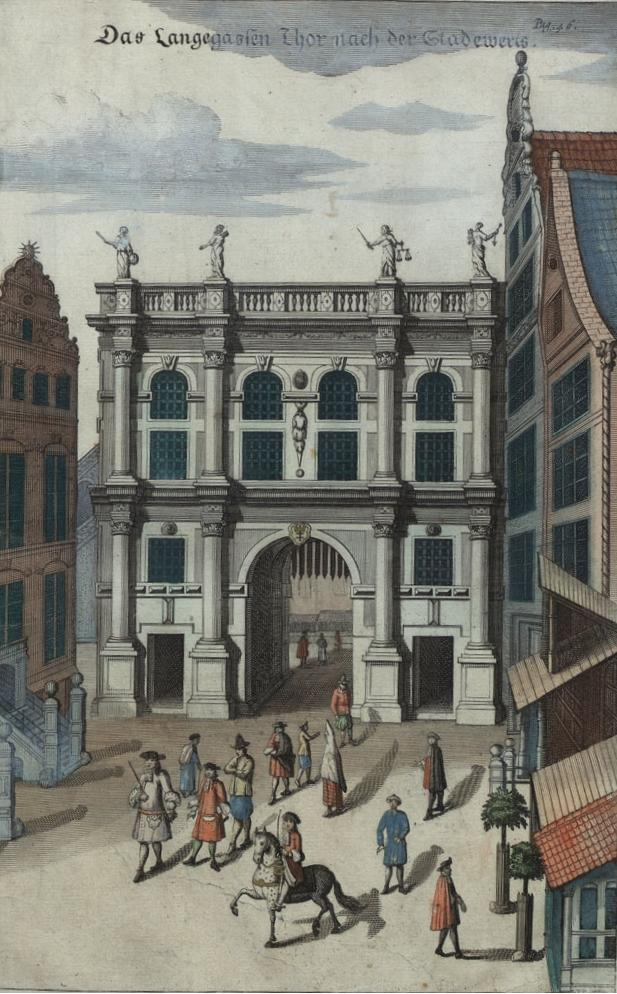
De Gouden Poort op een illustratie van Reinhold Curicke uit 1687
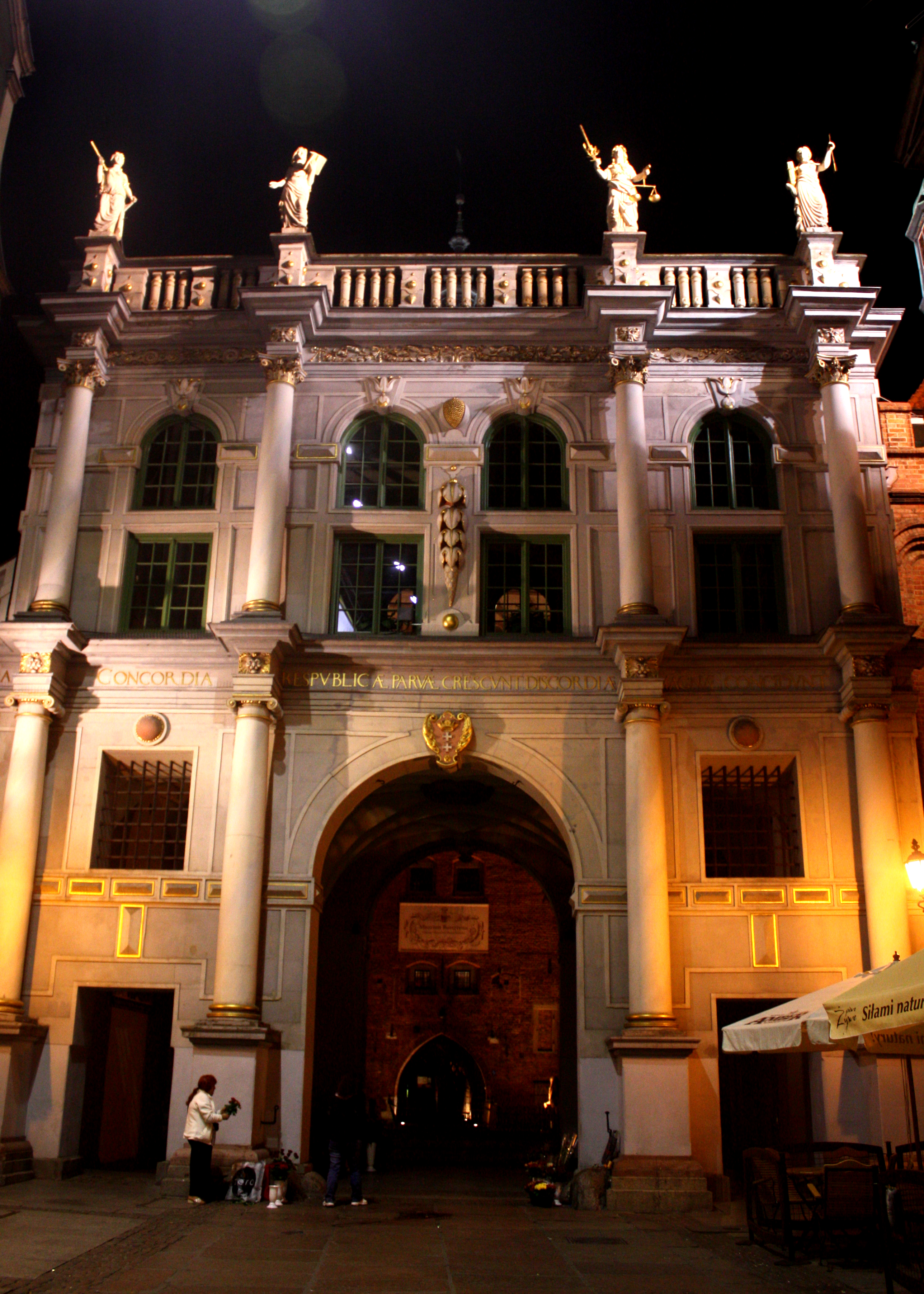
De Gouden Poort 's nachts